# Čelkova Lehota
Čelkova Lehota (Hongaars: Cselkószabadja) is een Slowaakse gemeente in de regio Trenčín, en maakt deel uit van het district Považská Bystrica.
Čelkova Lehota telt 136 inwoners.